# Голицын, Василий Васильевич (1572)
Князь Василий Васильевич Голицын (умер 24 января 1619) — полководец и видный деятель Смутного времени; дворянин московский в 1588/1589 году, наместник и воевода, затем боярин (с 1602 года).

## Происхождение
Старший из трех сыновей боярина князя Василия Юрьевича Голицына (ум. 1584).
Матерью, по версии Николая Николаевича Голицына, представленной в его книге «Род князей Голицыных» (1892), была вторая жена Василия Юрьевича, вдова боярина Фёдора Алексеевича Басманова по имени Соломонида Григорьевна. Однако в 1901 году в журнале «Русская старина» была анонимно опубликована критическая статья, в которой утверждается, что вдовой Басманова была Варвара Васильевна, урождённая Сицкая, которая после смерти Басманова была выдана замуж за одного из братьев Иванов Константиновичей Курлятевых, предположительно старшего из них. Там же утверждается, что первую жену Василия Юрьевича Голицына звали Дарья, а отчество второй его жены было не Григорьевна, а Ивановна.
Младшие братья Василия Васильевича — князья Иван Васильевич и Андрей Васильевич Голицыны.

## Биография
В 1587 году послан закладывать город Богородицк.  В январе 1590 года первый воевода войск левой руки в походе к Руговиду, в апреле первый воевода Передового полка в Туле, в декабре воевода полка левой руки в походе русской рати на Нарву. В 1590—1591 годах служил первым воеводой в степной крепости Дедилов, откуда уведомлял Государя о приходе крымцев, потом второй воевода Сторожевого полка в Крапивне, где велено ему быть в сходе береговых войск. В 1591 году отозван в столицу, чтобы укреплять её оборону во время нашествия крымской орды под руководством хана Газы Гирея. Во время нашествия крымцев первый воевода Передового полка и по отступлении врага от столицы послан за ним в погоню. За ратный труд пожалован полуторный золотой, шуба в 100 рублей и кубок. После отступления хана из московских пределов во главе полка правой руки выступил к Туле. В этом же году показан стольником, где смотрел в кривой государев стол.
В июне 1592 года первый воевода, командовал передовым полком в Новгороде, где упомянут и в следующем году первым воеводой Большого полка. Тогда же с ним заместничал воевода князь Д. А. Ногтев. После возвращения в декабре русских полков из-под Выборга воевода Василий Голицын стоял с большим полком в Новгороде. В марте 1594 года направлен во главе большого полка в Тулу первым воеводою. Тогда же с ним местничал второй воевода князь П. И. Буйносов-Ростовский, но спор проиграл, и царь «князя Петра велел выдати головою князю Василью Голицыну». В 1597 году первый воевода в Смоленске, а в 1598 году — второй воевода в Смоленске, откуда направлен во Псков, где в декабре получил от Государя указание постараться уничтожить слухи о государевом желании начать войну со Швецией и уверить всех о желании Государя со всеми жить в мире. Тогда же местничал с боярином и воеводой кн. Т. Р. Трубецким и, несмотря на уговоры и угрозы патриарха Иова, «воевода князь Василей Голицын списка [детей боярских] у него не взял и дел с ним вместе не делает». В 1599—1602 годах — первый воевода в Смоленске; «и князь Василей отпущен к Москве, а на его место в Смоленску велено быть боярину и воеводе князю Никите Романовичу Трубецкому». В 1602 году пожалован в бояре, в сентябре встречал первым при въезде в Москву датского королевича, сопроводив его до места жительства.
В 1603 году "на Москве в городех в каменных и в деревянных майя с 14 числа были бояре и околничие… для огней и для всякого береженья… В новом в каменном в цареве городе за Неглинную от Москвы реки по Никитцкую улицу боярин князь Василей Васильевич Голицын… " Летом того же года сопровождал царя Бориса Годунова на богомолье в Троице-Сергиеву лавру, где обедал с царём за одним столом. В 1603—1604 году служил судьёй Московского судного приказа.
В 1604 году назначен Борисом Годуновым первым воеводою в передовой полк в Чернигов, направленный против Лжедмитрия I, участник битвы под Новгородом-Северским, где разбил его войско, за что пожалован золотым. После смерти царя Бориса Годунова в 1605 году, вместе с П. Ф. Басмановым изменил Фёдору Борисовичу Годунову под Кромами, будучи первым воеводою войск правой руки, перешёл на сторону самозванца, приказав себя связать, чтобы представить себя пленником. В 1605 году пятнадцатый боярин в ближней Боярской думе, верстал в Москве детей боярских, оставался для охраны столицы во время отсутствия Государя.
В начале июня 1605 года прислан Лжедмитрием в Москву, как наместник и руководил убийством Фёдора Годунова. В мае 1606 года участник свадьбы Лжедмитрия и Марины Мнишек, сидел девятым за большим столом напротив боярынь. В дальнейшем неизменно был на стороне победителей во всех конфликтах, участвовал в свержении и Лжедмитрия (один из организаторов заговора в 1606), и Василия Шуйского (1610).
Весной 1608 года боярин Василий Голицын вместе с боярином князем Дмитрием Ивановичем Шуйским (братом царя) в качестве второго воеводы большого полка возглавил русское войско, которое было дважды разбито князем Романом Рожинским, главным воеводой Лжедмитрия II. После поражения под Болховом В. В. Голицын вместе с другими воеводами отошёл с войском к Орлу, в результате двухдневного боя под городом разгромил врага и отошёл к Москве для защиты столицы. В этом же году был вторым в ответной встрече с польским послом. В 1609 году первый воевода в Москве у Чертольских ворот для осады и вылазок. В 1610 году, после пострижения царя Василия Шуйского заседал в Боярской думе, в июле определён боярами вторым для переговоров с гетманом Станиславом Жолкевским, на каких правах быть царём Российским польскому королевичу Владиславу IV Вазе.
В сентябре 1610 году В. В. Голицын участвовал в посольстве к Сигизмунду III, полномочным послом, в переговорах проявил твёрдость в отстаивании российских интересов. В марте 1611 года был задержан, как пленник, вместе с митрополитом Филаретом, в апреле к ним была прислана делегация от польского короля и панов рады для склонения к воле короля. Сперва содержался в доме польского канцлера, а после неудачных апрельских переговоров отправлен под стражей пленником в Польшу, где был заключён в темницу.
Умер в Вильно, находясь польском плену в 1619 году, в то время когда с Польшей был заключен мир и было решение всех пленников отпустить на Родину. Потомства не оставил.
Несмотря на это[что?], его имя называлось среди кандидатов в цари на Земском соборе 1613 года.
Погребён в Троице-Сергиевом монастыре, о чём свидетельствует надпись надгробия: "Боярин князь Василий Васильевич Голицын представился 127 (1619) году.... я в 14 день".